# Hans Rupp (Psychologe)
Hans Rupp oder Johann Baptist Carl Rupp (* 26. Februar 1880 in St. Pölten; † 15. Mai 1954 in Aachen) war ein österreichischer Psychologe. Er wird als „Pionier der Angewandten Psychologie“ bezeichnet.

## Leben
Rupp studierte an den Universitäten Wien und Innsbruck Phillosophie. 1904 promovierte er bei Franz Hillebrand zum Dr. phil. an der Universität Innsbruck. Es folgte von 1904 bis 1907 eine Assistentenzeit bei Georg Elias Müller an der Universität Göttingen, darauf arbeitete er als Verwaltungsdirektor an der Universität Berlin. 1909 habilitierte er bei Carl Stumpf mit einer Arbeit «Über die Raumwahrnehmung des Tastsinns» an der Universität Berlin. Rupp lehrte und forschte im Berliner Institut im Bereich der Pädagogischen Psychologie und der Arbeitspsychologie. Hier startete er ein ehrgeiziges Forschungsprogramm, das Untersuchungen zur Berufseignung und Schülerbegabung, Berufsberatung, Arbeitsgestaltung und Ergonomie, Fachschulausbildung, Telephonie, Telegraphie, Straßen-, Bahn- und Luftverkehr umfasste. Obwohl Rupp von Carl Stumpf 1915 für die Nachfolge auf den Lehrstuhl von William Stern an der Universität Breslau wärmstens empfohlen wurde und er an der Universität Innsbruck 1927 hinter Theodor Erismann für die Nachfolge von Franz Hillebrand auf einem zweiten Listenplatz landete, erreichte er nie den Status eines Ordentlichen Professors.
1916 wurde er zum Militärdienst nach Österreich einberufen und nach Ende des Ersten Weltkrieges 1918 entlassen. 1919 erfolgte in Berlin die Ernennung zum Titularprofessor und 1921 die Ernennung zum nicht beamteten außerordentlichen Professor für Arbeitspsychologie. 1927 wurde Rupp beamteter Oberassistent am Berliner Institut und übernahm die Abteilung für angewandte Psychologie des Psychologischen Instituts der Universität Berlin. Nach dem von Wolfgang Köhler 1933 erbetenen Urlaub wurde Hans Rupp kommissarischer Leiter des Institutes; im Sommer 1935 wurde Rupp durch den Heerespsychologen Johann Baptist Rieffert ersetzt. Zum 1. Januar 1940 trat er der NSDAP bei. 1944 trat Rupp in den Ruhestand.

## Werk
Neben seinen umfangreichen Lehraufgaben forschte und publizierte er u. a. mit Kurt Lewin. Ab 1925 bis 1934 gibt er gemeinsam mit Fritz Giese, Otto Klemm, Karl Marbe, Walther Poppelreuter und anderen die «Psychotechnische Zeitschrift» heraus; enthalten waren Beiträge zur Diagnostik, zu Anlernverfahren, Arbeitsstudien, Arbeitsgestaltung oder zu ethischen Fragen des Arbeitslebens. Dieses Journal wird zur führenden Zeitschrift im Bereich der Psychotechnik. Rupp hat zudem eine Reihe von psychologischen und psychotechnischen Apparaten entwickelt sowie für Untersuchungen zu Eignungsprüfungen im Bereich der Angewandten Psychologie und für Eignungsuntersuchungen eingesetzt. An die Notgemeinschaft der Deutschen Wissenschaft, später DFG, hat Rupp 22 genehmigte Anträge gestellt, u. a. zum Bau eines Stimmharmoniums, zum Ankauf einer Arbeitsschauuhr nach Walther Poppelreuter, eines Karl Minnemann-Apparates (Lichtunterbrechungsapparat mit 40 Reizlämpchen), eines Kymograph, eines Kino-Aufnahmeapparates für Zeitlupenaufnahmen für Bewegungsstudien oder eines Federmotors. Bei seinen Eignungsuntersuchungen zu Spulerinnen in der Textilindustrie verwendete er Tests wie „Fäden einhängen“, „Kurven nachfahren“, „Fäden herumlegen“, „Muster fortsetzen“, „Millimeterpapiermuster“, „Sauber schraffieren“, „Unter festem Stift zeichnen“ sowie „Zweihandzeichner und Handkniezeichner“.
Rupp brachte den Ingenieur und Maschinenbauer Karl Hackl zur Psychotechnik. Diese baute dann in Wien ein privates psychotechnisches Laboratorium auf und war später Leiter des Psychotechnischen Instituts der Industriellen Bezirkskommission-Landesarbeitsamt Wien, der Wiener Polizeidirektion und der Städtischen Straßenbahnen, er begründete auch die Heerespsychologische Stelle in Wien. Für Fritz Heider, dem späteren Begründer der Attributionstheorie, hat er ein Stipendium für die „Psychologische und psychotechnische Untersuchung von Lehrlingen des Metallgewerbes“ beantragt.
Bekannt wurde der Rupp’sche Wabentest, bei dem die zeichnerische Fortsetzung von Musterreihen in Wabenform verlangt wird. Er selbst verwendete den Test bei der beruflichen Eignungsuntersuchung von Textilarbeiterinnen. Das Verfahren wurde von anderen als Untertest bei der Intelligenzdiagnostik und für die Fahreignungsdiagnostik aufgenommen. Ebenso wurde der Wabentest in der Neuropsychologie auf seine Tauglichkeit für die Diagnostik von Cerebralschäden untersucht.

## Publikationen (Auswahl)
- Über Lokalisation von Druckreizen der Hände bei verschiedenen Lagen der letzteren. Barth Leipzig 1907.
- Probleme und Apparate zur experimentellen Pädagogik und Jugendpsychologie. Verlag Quelle & Meyer, Leipzig 1919.
- Aus der Psychotechnik des subjektiven Schallmeßverfahrens. In: Beiheft zur Zeitschrift für angewandte Psychologie, 1921 29, S. 131–149.
- Grundsätzliches über Eignungsprüfungen. In: Beiheft zur Zeitschrift für angewandte Psychologie, 1921, 29, S. 131–149.
- Über optische Analyse. In: Psychologische Forschung, 1923, 4, S. 262–300.
- gem. m. Carl Stumpf: Franz Hillebrand †. In: Zeitschrift für Psychologie, 1927, 102, S. 1–5.
- gem. m. Kurt Lewin: Untersuchungen zur Textil-Industrie. In: Psychotechnische Zeitschrift, 1928, 3, S. 8–23 und S. 51–63.
- Psychotechnische Umschau. In: Psychotechnische Zeitschrift, 1932, 7, S. 120.